# Famille Tardieu
Pour les articles homonymes, voir Tardieu et Tardieu (patronyme).
Les Tardieu sont une famille de l'ancienne bourgeoisie parisienne, rendue célèbre par les nombreux artistes qu'elle a donné à la France depuis Nicolas-Henri Tardieu, graveur du roi, mort en 1749, et subsistante à l'époque contemporaine, où elle s'est illustrée en politique avec André Tardieu, trois fois président du Conseil entre 1929 et 1932.

## Personnalités

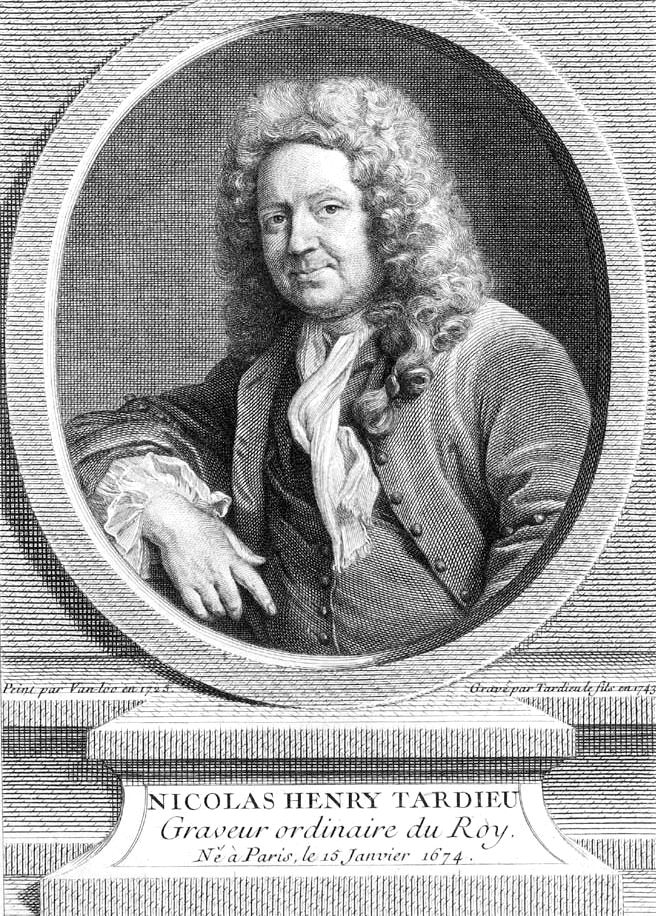
Portrait gravé représentant Nicolas-Henri Tardieu, signé par son fils Jean-Charles d’après un tableau de Van Loo, 1743.

- Nicolas-Henri Tardieu (1674-1749), graveur ;
- Marie-Anne Tardieu (1682-1727), épouse du précédent, graveuse ;
- Pierre François Tardieu (1711-1771), son neveu ;
- Marie-Anne Rousselet, veuve Tardieu (1732-1826), graveuse, épouse du précédent ;
- Jacques-Nicolas Tardieu (1716-1791), fils de Nicolas-Henri, graveur ;
- Jeanne Louise Françoise Tardieu (1719-1762), première épouse du précédent, graveuse ;
- Élisabeth-Claire Tardieu (1731-1773), seconde épouse du précédent, graveuse ;
- Jean-Charles Tardieu (1765-1830) dit Tardieu-Cochin, peintre, fils d'Élisabeth-Claire et Jacques-Nicolas Tardieu ;
- Jean-Baptiste-Pierre Tardieu (1746-1816), graveur et cartographe, petit-neveu de Jacques-Nicolas ;
- Pierre-Joseph Tardieu (ca 1724-1793), graveur ;
- Jean-Baptiste-Pierre Tardieu dit « l'aîné » (1746-1816), fils du précédent, graveur et cartographe ;
- Pierre Alexandre Tardieu (1756-1844), frère du précédent, graveur ;
- Antoine-François Tardieu, dit Tardieu de l'Estrapade (1757-1822), frère du précédent, graveur et cartographe ;
- Ambroise Tardieu (1788-1841), fils du précédent, graveur et cartographe ;
- Auguste Ambroise Tardieu (1818-1879), fils du précédent, médecin légiste.
- André Tardieu (1876-1945), homme d'Etat français, député de Seine-et-Oise de 1914 à 1924 puis du Territoire-de-Belfort de 1926 à 1931, plusieurs fois ministre et trois fois président du Conseil entre 1929 et 1932.